# Gymnastes (Paragymnastes) kandyanus
Gymnastes (Paragymnastes) kandyanus is een tweevleugelige uit de familie steltmuggen (Limoniidae). De soort komt voor in het Oriëntaals gebied.